# Laccobius (Yateberosus)
Laccobius (Yateberosus) – podrodzaj chrząszczy z rodziny kałużnicowatych, plemienia Laccobiini i rodzaju kaługowiec. Obejmuje pięć opisanych gatunków.

## Morfologia
Chrząszcze o niezbyt wypukłych oczach. Tarczka ma zarys niemal równobocznego trójkąta. Przód zapiersia jest kilowato wyniesiony. Odnóża tylnej pary mają wyprostowane golenie. Na spodzie odwłoka widocznych jest sześć sternitów.
Larwy wyróżniają się na tle rodzaju, jak i całego plemienia silnymi przystosowaniami do bentosowego tryby życia, przywodzącymi na myśl larwy leniwczyków i Hemiosus. Przedsionek przetchlinkowy na wierzchołku odwłoka uległ uwstecznieniu, natomiast rozwinięte są długie skrzelotchawki, dzięki czemu larwa nie musi się wynurzać w celu oddychania. Ponadto głowa wykazuje modyfikacje, pozwalające na trawienie pozaustrojowe bez wynoszenia ofiary ponad taflę wody, jak to czynią inne kaługowce celem uniknięcia rozcieńczenia soków trawiennych.

## Taksonomia
Takson ten wprowadził w 1966 roku Masataka Satô na łamach „Bulletin of the Osaka Museum of Natural History” jako osobny rodzaj z dwoma opisanymi w tej samej publikacji nowokaledońskimi gatunkami. Autor ów umieścił rodzaj wśród Berosini jako najbliższe mu wskazując rodzaje leniwczyk i Hemiosus. W 1980 roku Elio Gentili przeniósł omawiany takson do Hydrobiini i obniżył mu rangę do podrodzaju w obrębie rodzaju kaługowiec. Zasadność takiej klasyfikacji potwierdziły wyniki obszernej molekularnej analizy filogenetycznej Andrew E.Z. Shorta i Martina Fikáčka z 2013 roku.
Do podrodzaju tego zalicza się pięć opisanych gatunków:
- Laccobius elevatus (Fauvel, 1883)
- Laccobius maculatus (Satô, 1966)
- Laccobius novaecaledonicus (Satô, 1966)
- Laccobius serratus Gentili, 2010
- Laccobius wewalkai Gentili, 2010